# Polycarpa longitubis
Polycarpa longitubis is een zakpijpensoort uit de familie van de Styelidae. De wetenschappelijke naam van de soort is voor het eerst geldig gepubliceerd in 1987 door Monniot, Monniot & Leung Tack.